# أمينا راخيم
أمينا راخيم مواليد 22 فبراير 1989 في ألماتي، هي لاعبة كرة مضرب كازاخستانية بدأت مسيرتها كمحترفة سنة 2004. أعلى تصنيف لها في الفردي كان المركز الـ 259 في سنة 2007.

## الفردي: 4 (1–3)
| الحصيلة | الرقم | التاريخ        | الدورة          | الأرضية | المنافس           | النقاط             |
| ------- | ----- | -------------- | --------------- | ------- | ----------------- | ------------------ |
| الوصافة | 1.    | 21 مايو 2006   | بيتيشت، رومانيا | ترابية  | فوجسلافا لوكيتش   | 6–7(3–7), 7–5, 4–6 |
| الوصافة | 2.    | 30 سبتمبر 2006 | تبليسي، جورجيا  | ترابية  | آنا لابوشتشينكوفا | 6–7(0–7), 2–6      |
| الوصافة | 3.    | 11 نوفمبر 2006 | بونه، الهند     | صلبة    | نانجنادا واناسوك  | 6–3, 3–6, 2–6      |
| الفوز   | 4.    | 19 نوفمبر 2006 | بونه، الهند     | ترابية  | أكجول أمانمورادوف | 7–6(7–5), 4–2 ret. |

## روابط خارجية
- أمينا راخيم على موقع رابطة محترفات التنس (الإنجليزية)
- أمينا راخيم على موقع الاتحاد الدولي لكرة المضرب (الإنجليزية)
- أمينا راخيم على موقع خلاصة التنس.كوم (الإنجليزية)